# 阿奇·约瑟夫
阿奇·约瑟夫（匈牙利語：Ács József，1931年2月10日—2023年5月14日）是一位匈牙利雕塑家、奖牌设计师。1952-58年间，阿奇在匈牙利美术大学学习。他主要创作雕塑作品，但也设计过半身像和奖牌。1965年，他受邀在布达佩斯为发明家亚历山大·格雷厄姆·贝尔创作一座铜半身像。1968年，他在布达佩斯举办了个人展览。2023年5月14日，阿奇去世，终年92岁。